# Merry merry
『merry merry』（メリー・メリー）は、日本の音楽グループEGO-WRAPPIN'の4枚目のアルバムである。2004年9月8日発売。発売元はトイズファクトリー。
前作から約2年ぶりとなるアルバム。初回限定盤は特殊パッケージ仕様。

## 収録曲
（全作詞：中納良恵／作曲：中納良恵、森雅樹（特記以外））
1. hju:mer（2:00）
  - 作曲：森雅樹
2. マンホールシンドローム（5:57）
  - PV監督はBetaLand。
3. 林檎落花（6:12）
4. moonlight journal（7:56）
5. カサヴェテス（6:03）
  - PV監督はUGICHIN。
6. Dog Smokie（6:12）
7. （I Love The Sound Of）Breaking Glass（4:22）
  - 作詞・作曲：Andrew Bodner、Stephen Goulding、Nick Lowe
8. 5月のクローバー（8:56）
9. 憐れみのプレリュード（8:10）
10. マドリガル（5:07）
  - 作曲：中納良恵
11. TV JACK（5:23）

## 反響
本作の音楽性は、これまでのパブリックイメージを打ち砕くようなものだったことから、多くのリスナーに衝撃を与えた。
メンバーの森雅樹も、発売当時の反響について「公式ホームページのBBSに『なんやこれ？』『遊びか！』とか『金返せ！』とまで書かれて（笑）。」と2016年のインタビューの中で振り返っている。

### 評価
音楽評論家の萩原健太は2004年に朝日新聞へ寄せた記事の中で、「切れ味鋭く、スリリングにうねる歌心と斬新な音作りが印象的」と評価している。
また萩原は本作の作風について、「旧作で特徴的だったジャズ、昭和歌謡寄りのアプローチを排し、よりストレートに世代観を反映したソリッドな音作り」と述べている。